# Fiyero
Fiyero Tigelaar è un personaggio immaginario del mondo di Oz, creato dallo scrittore statunitense Gregory Maguire per il suo romanzo del 1995 Strega: Cronache dal Regno di Oz in rivolta; il personaggio, inoltre, assume maggiore importanza nel musical di Broadway del 2003 Wicked.

## Il personaggio

### Nel romanzo
Nel romanzo Fiyero è il principe dei Winkie ed è venuto a laurearsi nell'Università di Shiz, lasciando a palazzo la giovane moglie e la figlia. Fiyero ricopre un ruolo marginale, ed assume importanza solo nella parte centrale del racconto, quando instaura una relazione extraconiugale con Elphaba, la quale rimane incinta del figlio Liir.
Viene assassinato dalle guardie del Mago quando scoprono che ha legami con Elphaba, ricercata per i suoi presunti atti malvagi.

### Nel musical
Nel musical del 2003, Fiyero è un giovane principe venuto a studiare a Shiz. A differenza del romanzo, Fiyero è un ragazzo svogliato e pigro, senza moglie né figlia. 
Appena arrivato fa subito colpo sui seriosi studenti universitari con il suo carattere magnetico, ed invita tutti alla sala da ballo Ozdust (Dancing Through Life).
Ben presto intraprende una relazione con Glinda, bella e popolare, attratta dal bel principe; tuttavia è attratto molto anche da Elphaba, a causa del carattere serio e dell'intelligenza ribelle della ragazza. I due sono molto uniti dal momento in cui salvano un cucciolo di leone da dei crudeli esperimenti scientifici.
Quando Elphaba diventa latitante, Fiyero si fidanza ufficialmente con Glinda e diventa capo delle guardie del Mago di Oz. Tuttavia, quando il despota gli ordina di catturare Elphaba dopo averla sorpresa nel suo palazzo, Fiyero disubbidice ai comandi e, dopo aver minacciato il Mago con un fucile, scappa con la ragazza che ha sempre amato, abbandonando Glinda.
Ma la loro unione dura poco: Elphaba deve correre in aiuto di Nessa, poiché sente che la sorella è in pericolo. 
Quando Elphaba cade nella trappola del Mago ed incontra un manipolo di soldati capitanati da Glinda pronti ad arrestarla, Fiyero interviene salvando l'amata, ma viene catturato dalle guardie del Mago.
Allora Elphaba, al riparo, rende Fiyero insensibile al dolore fisico delle torture, trasformandolo in un essere invulnerabile (No Good Deed).
Alla fine si scopre che Elphaba ha trasformato Fiyero in uno spaventapasseri, e i due fuggono insieme, lasciando la terra di Oz.
Nel musical è inoltre assente la parte della relazione extraconiugale di Fiyero, poiché lui non è sposato come nel romanzo; Liir, il figlio della coppia nel libro, non è presente.

## Interpreti principali
Il personaggio di Fyiero viene interpretato generalmente da un tenore, ma il ruolo è stato ricoperto anche da qualche baritono. Tra i cantanti ad aver avuto la parte di Fyiero ci sono: Norbert Leo Butz (Original Broadway Cast) Taye Diggs, Liam Tamne, Nick Adams, Kristoffer Cusick, Joey McIntyre, Sebastian Arcelus, Aaron Tveit, Kevin Kern, Cliffton Hall, Oliver Tompsett, Rob Mills, Tim Campbell, Richard H. Blake, Andy Karl, Lee Mead, Kyle Dean Massey e Ryan McCartan. Nella trasposizione cinematografica del musical è interpretato dall'attore Jonathan Bailey.